# Ruth Bourne
Ruth Bourne (1926) fue una criptoanalista británica que trabajó en Bletchley Park como operadora del ordenador bombe. Fue reclutada con 18 años, en junio de 1944, para ayudar a ganar la Segunda Guerra Mundial contra la Alemania nazi. En ese equipo secreto creado por el gobierno de Reino Unido, se le hizo firmar el Official Secrets Act en el que se comprometía a no contar a nadie su trabajo allí. Durante su tiempo en Bletchley Park, Bourne fue una de las responsables del desmantelamiento de los bombe después de que la guerra terminara en 1945.

## Trayectoria
A los 17 años, Bourne era una aprendiz de las Wren cuando le dijeron que se uniría a las Mujeres de Bletchley Park. Le ofrecieron firmar un contrato que la vinculaba a un sinfín de horas de trabajo, sin vida social y sin forma de salir una vez que hubiera aceptado. Fue reclutada para ser miembro de uno de los cinco equipos del HMS Pembroke, como parte de las tareas especiales de SDX. Las trabajadoras de Bletchley Park formaban dos equipos diferentes: la "estación Y", en el que se encontraban las mujeres responsables de recoger el código alemán, y la "estación X", en el que se encontraban las responsables de operar las bombe, como la propia Bourne.
La mayoría de las mujeres reclutadas no tenían experiencia previa en el manejo de bombe y se acercaban a su trabajo a ciegas. Sólo se les habían mostrado algunas máquinas para su formación en el momento de la contratación y no se les permitía hacer preguntas. El trabajo que debían realizar incluía "la preparación de las máquinas cada día, el giro de los tambores en la parte delantera y el taponado de las tablas en la parte trasera, de acuerdo con los ajustes establecidos en un menú". Aunque Bourne tenía una función de inspección, debía esperar a que la información llegara como "confirmada". Cuando esto sucedía, tenía que hacer una llamada para parar la máquina y que esa parte del código fuera revisada por otros miembros de Bletchley.
El trabajo de Bourne implicaba estar de pie todo el día y tenía poco tiempo para descansar. Se usaba el término "mustard" (mostaza) que describía cómo las trabajadoras de Bletchley debían hacer su trabajo sin ninguna clase de cuestionamiento y sin posibilidad de decidir nada. Desde el primer día de su trabajo como operadora de bombe hasta el final de su estancia en Bletchley, Bourne hizo lo que se le dijo y cuando se le pidió. A pesar de la poca autonomía que tenían, Bourne explicó que era muy satisfactorio saber que estaban ayudando a romper los códigos alemanes. Su trabajo como operadora de bombe comenzó a principios de 1944 y continuó hasta el final de la guerra en 1945.

## Después de la guerra
En 1945, cuando terminó la Segunda Guerra Mundial, a todos los trabajadores de Bletchley Park se les dijo que debían seguir manteniendo en secreto el trabajo que habían desempeñado allí. No fue hasta 1974, cuando se publicó el libro The Ultra Secret, que Bourne, junto con otras compañeras, pudieron contar a sus familias sobre su participación en la derrota de Adolf Hitler. Bourne describía cómo fue cuando finalmente salió la noticia, explicando que "te acostumbraste tanto a no hablar con nadie" que incluso después de que se les permitió revelar su implicación, no quiso hablar de su experiencia en profundidad.